# 유경준
유경준(兪京濬, 1961년 6월 17일~)은 대한민국의 정치인으로, 제21대 국회의원이다. 제15대 통계청장(2015~2017)을 지냈다.

## 학력
- ~1974년 대신국민학교 졸업
- ~1977년 덕원중학교 졸업
- ~1980년 해동고등학교 졸업
- ~1985년 서울대학교 사회과학대학 경제학과 학사
- ~1987년 고려대학교 대학원 경제학과 석사
- ~1995년 코넬대학교 대학원 노동경제학 박사

## 경력
- 1988.08~1998.09 한국노동연구원 부연구위원
- 1998.09~2007.12 한국개발연구원 연구위원
- 2006.01~2007.01 美 코넬대학교 초빙교수
- 2008.01~2014.12 한국개발연구원 선임연구위원
- 2010.06~2010.11 고용노동부 장관 자문관
- 2011.03~2013.01 한국개발연구원 재정‧사회정책연구부장
- 2011.09~2014.12 중앙노동위원회 공익위원
- 2013.05~2015.05 국민경제자문회의 민생경제분과 위원
- 2013.07~2015.03 한국개발연구원 수석이코노미스트 겸 재정·복지부장
- 2014.12~2015.03 한국개발연구원 국제정책대학원 교수
- 2015.04~2015.05 최저임금심의위원회 공익위원
- 2015.04~2015.05 한국기술교육대학교 테크노인력전문대학원 교수
- 2015.05~2017.07 제15대 통계청장
- 2016.03 아시아 태평양 경제사회위원회 통계위원회 부의장
- 2017~2020 한국기술교육대학교 테크노인력개발전문대학원 교수
- 2020년 4월 15일: 대한민국 제21대 국회의원 선거 당선(서울 강남구 병, 미래통합당, 초선)
- 2020.03~2020.09: 미래통합당 서울특별시당 강남구 병 당원협의회 위원장
- 2020.07~2020.09: 미래통합당 부동산시장 정상화 특별위원회 위원
- 2020.09~2024.01: 국민의힘 서울특별시당 강남구 병 당원협의회 위원장
- 국민의힘 서울특별시당 수석부위원장
- 2020.09: 국민의힘 부동산시장 정상화 특별위원회 위원
- 2020.12: 국민의힘 노동혁신특별위원회 위원
- 2021.03~2021.04: 2021년 재보궐선거 국민의힘 서울특별시장 보궐선거 선거대책위원회 총괄선대본부장
- 2021.05: 국민의힘 가상자산(암호화폐) 특별위원회 위원
- 2021.07: 국민의힘 공직후보자 역량강화 태스크포스 위원
- 2021.07~2022.07: 국민의힘 서울특별시당 상임수석부위원장
- 2021.08~2021.11: 제20대 대통령 선거 국민의힘 유승민 대통령 경선후보 희망22 정책본부 정책2본부장(특수경제)
- 2021.08~2022.07: 국민의힘 서울특별시당 서울정책연구원장
- 2021.12~2022.01: 제20대 대통령 선거 국민의힘 윤석열 대통령 후보 선거대책위원회 중앙선거대책본부 정책총괄본부 민생회복정책추진단 사회정책 추진본부장
- 2022.01~2022.03: 제20대 대통령 선거 국민의힘 서울을 살리는 선거대책위원회 수석부본부장 겸 미래비전특별위원장
- 2022.01~2022.03: 제20대 대통령 선거 국민의힘 윤석열 대통령 후보 정책본부 민생회복정책추진단 사회정책 추진본부장
- 2022.03~2022.05: 제8회 전국동시지방선거 국민의힘 서울특별시당 공천관리위원회 위원장
- 2022.07~2023.07: 국민의힘 서울특별시당 위원장
- 2023.04: 국민의힘 전세 사기 피해 대책을 마련하기 위한 당내 TF 위원
- 2023.10~2024.04: 국민의힘 정책위원회 부의장
- 2023.11~2024.02: 국민의힘 뉴시티프로젝트 특별위원회 위원
- 2024.01~2024.04: 제22대 국회의원 선거 국민의힘 공약개발본부 공약기획공동단장
- 2024.03~2024.04: 제22대 국회의원 선거 국민의힘 경기도당 선거대책위원회 선대부위원장
- 2024.05~: 국민의힘 경기도당 화성시 정 당원협의회 위원장
- 2025.05~2025.06: 제21대 대통령 선거 국민의힘 김문수 대통령 후보 경기도 선거대책위원회 공동선거대책위원장

### 의정 활동
- 2020.05~2024.05: 제21대 국회의원 (서울 강남구 병, 미래통합당→국민의힘, 초선)
  - 2020.07~2022.05: 제21대 국회 전반기 기획재정위원회 위원
  - 2020.07~2024.05: 국가재조포럼 구성의원
  - 2020.07~2024.05: 국회 4차산업혁명포럼 구성의원
  - 2020.07~2024.05: 전환기 한국경제 포럼 구성의원
  - 2020.09~2022.05: 제21대 국회 전반기 기획재정위원회 조세소위원회 위원
  - 2020.09~2022.05: 제21대 국회 전반기 기획재정위원회 예산결산기금심사소위원회 위원
  - 2022.01~2023.12: 제21대 국회 2030 부산세계박람회 유치지원 특별위원회 위원
  - 2022.07~2022.11: 제21대 국회 후반기 국토교통위원회 위원
    - 제21대 국회 후반기 국토교통위원회 국토법안심사소위원회 위원

  - 2022.11~2023.01: 제21대 국회 후반기 기획재정위원회 위원
  - 2023.01~2024.05: 제21대 국회 후반기 국토교통위원회 위원
  - 2023.02~2024.05: 제21대 국회 인구위기 특별위원회 위원
  - 2023.06~2023.09: 제21대 국회 연금개혁 특별위원회 위원
  - 2023.09~2024.05: 제21대 국회 연금개혁 특별위원회 간사

## 가족
형은 국회의원 유기준이다.

## 역대 선거 결과
|  | 65.30% |

|  | 34.09% |

## 소속 정당
| 소속 정당 | 소속 정당  | 소속 기간 | 비고      |
| --------- | ---------- | --------- | --------- |
|           | 미래통합당 | 2020      | 정계 입문 |
|           | 국민의힘   | 2020~현재 | 당명 변경 |

## 같이 보기
- 강남구 병
- 서울 강남구의 국회의원
- 대한민국의 통계청장